# Verjnuarmu
Verjnuarmu (кривава рана) — фінська дез-метал група.

## Історія
Група була заснована в Куопіо в 2002 році. У тому ж році вийшли перші демозаписи: Verjnuarmu і Verta, voemoo ja viitakkeita. Дебютний альбом Muanpiällinen Helevettiвийшов на лейблі Universal Music 25 січня 2006 року. 7 квітня 2008 група підписала контракт з лейблом Dynamic Arts Records. 18 травня того ж року вийшов другий альбом, Ruatokansan uamunkoetto.

## Стиль
Стиль групи поєднує в собі елементи дез-металу, блек-металу і фінської народної музики. Самі музиканти характеризують свій стиль як «Саво-метал», оскільки всі пісні групи написані на діалекті Саво фінської мови.

## Учасники
- Puijon Perkele (Tuomas Koponen) - вокал, клавішні
- Tervapiru (Topi Pitkänen) - гітара
- Woema - бас-гітара
- Musta Savo - ударні, вокал

## Колишні учасники
- Savon Surma (Petteri Ruotsalainen) – гітара, бек-вокал
- Ruato – гітара
- Viitakemies (Tarmo Luostarinen) – гітара

## Дискографія

### Альбоми
- Muanpiällinen helevetti (2006)
- Ruatokansan uamunkoetto (2008)
- Lohuton (2010)
- 1808 (2015)

### Сингли
- Kurjuuvven valssi (2005)
- Itkuvirsj' (2006)
- Suattoväen veisattua itkuvirtesä (2010)

### Демозаписи
- Verjnuarmu (2002)
- Verta, voemoo ja viitakkeita (2002)
- Laalavat jouset (2004)